# Donceel
Donceel là một đô thị ở tỉnh Liège. Tại thời điểm ngày 1 tháng 1 năm 2006, Donceel có tổng dân số 2.828 người. Tổng diện tích là 23,31 km² với mật độ dân số 121 người trên mỗi km².